# 米拉弗洛雷斯 (瓜維亞雷省)
米拉弗洛雷斯是哥倫比亞的城鎮，位於該國中南部，由瓜維亞雷省負責管轄，距離首府瓜維亞雷河畔聖何塞150公里，始建於二十世紀初，面積11,709平方公里，海拔高度248米，2005年人口6,706。

## 外部連結
- （西班牙文） Miraflores official website[永久]

1°20′12″N 71°57′04″W / 1.33667°N 71.9511°W